# William Kirby (entomologiste)
Pour les articles homonymes, voir Kirby et William Kirby.
Ne doit pas être confondu avec un autre entomologiste britannique, William Forsell Kirby (1844-1912).
William Kirby, né le 19 septembre 1759 à Witnesham dans le Suffolk et mort le 4 juillet 1850 à Barham également dans le Suffolk, est un entomologiste anglais. Il est le fils du peintre  paysagiste, graveur et écrivain John Joshua Kirby (en) (1716 – 1774), et le frère de l'écrivain Sarah Trimmer (1741 – 1810).

## Biographie
Kirby poursuit des études à Ipswich puis au Caius College de Cambridge. Il entre dans les ordres en 1782 et devient recteur dans la tranquille bourgade de Barham (Suffolk) où il passe toute sa vie.
Il est passionné d'histoire naturelle et particulièrement d'entomologie. En 1802, il se fait connaître des spécialistes anglais et internationaux de son époque en publiant une Monographia Apum Angliae (en 2 volume), le premier traité sur ces espèces d'Hyménoptères Aculéates.
À partir de 1805, Kirby, avec son ami William Spence, entreprend d'écrire un important traité d'entomologie. Le premier volume d'Introduction to Entomology commence à paraître en 1815 et le quatrième en 1826. C'est une présentation détaillée de l'entomologie mais Kirby, dans le dernier volume, introduit une histoire de l'entomologie ainsi qu'un système de classification inspiré par les travaux de William Sharp MacLeay.
De 1819 à 1821, il fait paraître son Horae Entomologicae or Essays on the Annulose Animals, où il propose une classification complète du monde animal très originale et très artificielle. Ainsi, les Arthropodes sont rangés en grandes catégories, elles-mêmes classées en cinq sous-groupes. Sans doute pour suggérer que le monde naturel porte la marque des doigts de Dieu.
À côté de ses livres d'histoire naturelle et de ses nombreuses publications dans les Transactions of the Linnean Society, le Zoological Journal et bien d'autres revues, Kirby a une abondante production, notamment théologique :
- Strictures on Sir James Smith's Hypothesis respecting the Lilies of the Field of our Saviour and the Acanthus of Virgil (1819)
- Seven Sermons on our Lords Temptations (1829), etc.